# 龍閑寺
龍閑寺（りゅうかんじ）は、東京都文京区にある浄土宗の寺院である。本尊は阿弥陀如来。正式名称は、寶福山龍閑寺と称する。

## 歴史
谷村五郎左衛門が開基となり、傳通院中興第二世の了蓮社定譽上人随波大和尚が、寛永8年（1631）神田龍閑町に創建、小石川金杉への移転を経て当地へ移転

## 文化財
- 阿弥陀如来坐像（木造・高166 cm・江戸中期作）
- 観音菩薩立像（木造・高82 cm・平成作）
- 勢至菩薩立像（木造・高82 cm・平成作）
- 地蔵菩薩（山手二十八ケ所地蔵詣り第二十二番）
- 十一面観世音菩薩像（明治41年7月）

## 墓所
- 在原古玩（日本画家）

## 住職
今井正昭。1960年宗教法人龍閑寺代表役員に就任。2009年5月1日から6日まで浄土宗五重相伝を開筵、受者27名。出仕者、述べ80人。同年11月5・24日、増上寺において東京教区の僧侶に向け講説を行う。

## 交通アクセス
- 江戸川橋駅4番出口より徒歩10分（経路案内）。
- 後楽園駅6番出口より徒歩14分（経路案内）。